# ランナー体操
ランナー体操（ランナーたいそう）とは、爆風スランプの「Runner」に合わせて踊る体操である。

## 概要
運動会の企画・運営専門の運動会屋が主動となり、大手芸能プロダクションアミューズによる企画構成、振付をプロダンサー・IYO-P（一般財団法人ストリートダンス協会・協会認定審査員）と、日本体操研究所、運動専門家の木下祐一が監修。
各分野の専門家を結集したスペシャルチームのコラボレーションによって開発。
BGMには爆風スランプの「Runner」が使用されYouTubeで公開されている動画では、サンプラザ中野くん本人が出演し、歌・体操を担当している。
| スタブアイコン | サブスタブ | この項目は、まだ閲覧者の調べものの参照としては役立たない、スポーツに関連した書きかけの項目です。この項目を加筆・訂正などしてくださる協力者を求めています（P:スポーツ/PJ:スポーツ）。 |